# 早春賦
早春賦（日语：／ Sōsyunfu）是日本一首歌曲，歌詞內容為盼望春天早日來臨，該歌曲1913年2月首次發表於歌曲集《新作學堂歌曲》（三），作曲者為中田章，作詞者為吉丸一昌。此後該歌曲長期入選日本中學生的唱歌教材。

## 概要

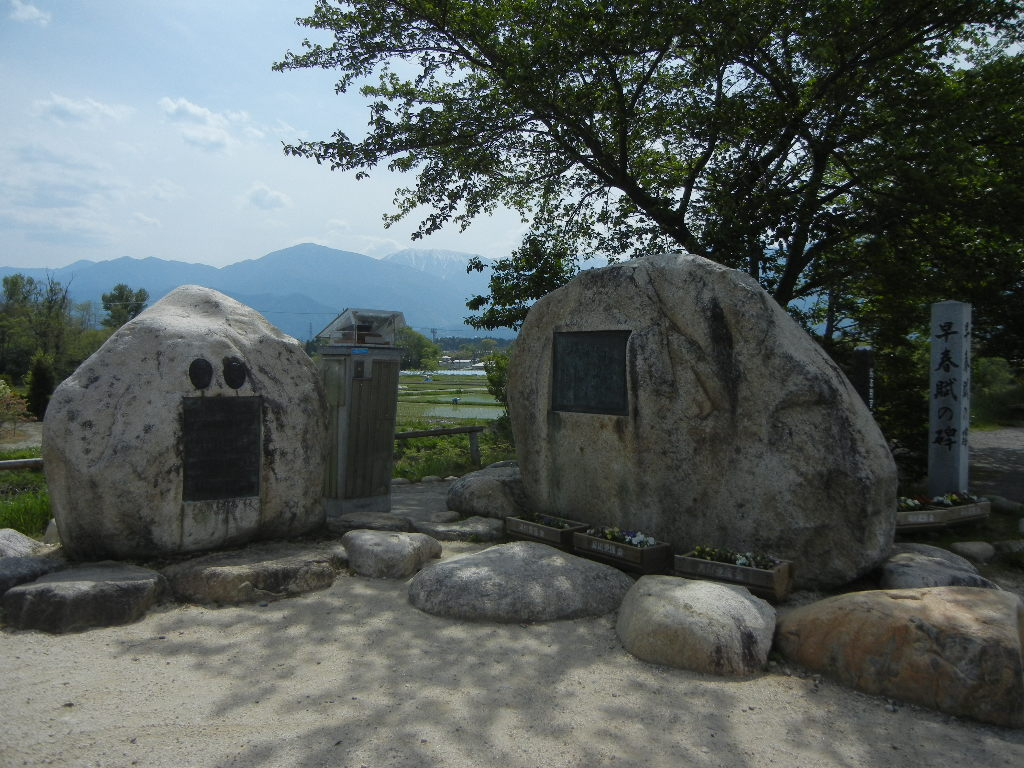
位於長野縣安曇野市的早春賦歌碑

曾擔任「尋常小學唱歌」作詞委員會代表的吉丸一昌，因應一批新進作曲家所寫的樂曲，為他們配上歌詞，總數共75篇。後來這批歌曲分批收錄在10集《新作唱歌》中，此曲被收錄於第3冊。
此曲描述長野縣大町市至安曇野一帶早春時的情景。當時吉丸一昌正到訪長野縣立大町中学（即現長野県大町高等學校的前身）相討校歌事宜，這是一首唱出大町、安曇野的寒冷、以及春天的溫暖的歌詞。歌曲出版後，尤得大町實科高等女學校（即現長野縣大町北高等學校）最喜歡的歌曲演唱。而在大町文化中對出的穗高川河堤邊卜上亦建有紀念碑。
早春賦中的「賦」，指的是參考並模仿了漢詩的格式而作歌。
1979年2月，由三枝成彰編曲的《早春賦》版本於NHK的節目「大家的歌」內播放，同期播放的還有《夏天來了》、《紅葉》、《花一匁》等。相關的集數於1980年2月及1982年2月重播。

## 歌詞
| -{ はのみの のさや の はえど にあらずと もてず にあらずと もてず けり はぐむ さてはぞと うあやにく もも の もも の とかねば らでありしを けばかるる のいを いかにせよとの このか いかにせよとの このか}- | 只有春天的名 風仍然寒冷 山谷上的黃鶯 雖然仍想唱歌 但往往也默然無聲 冰雪正在溶解 蘆葦正在發芽 我想現在正合時 今天也好 昨天也好 飄雪的天空 聽到了春天的聲音 應該是來到了 趕快來聽聽 如果你感覺得到的話 無論如何 就在這刻 |